# قلعه هم‌مرکز

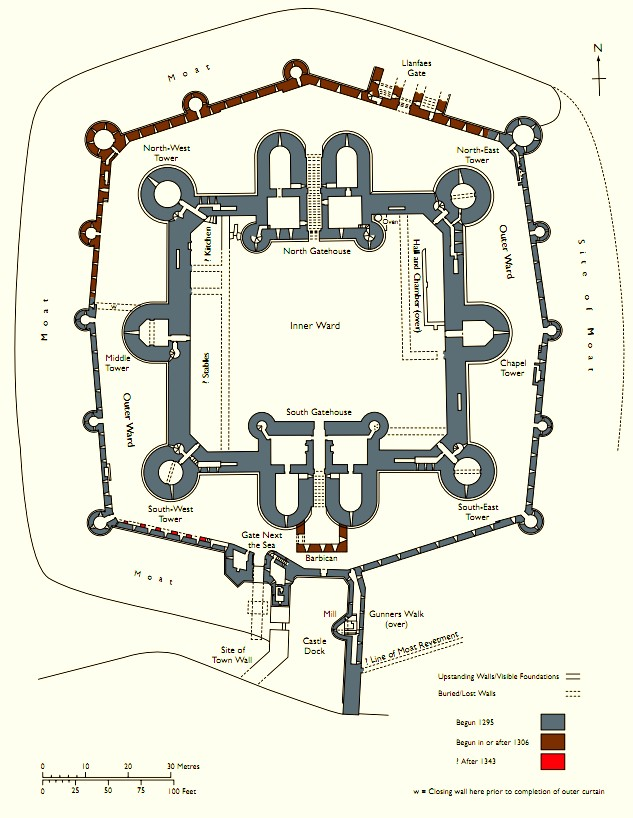
نقشه و پلان یک قلعه هم‌مرکز

قلعه هم‌مرکز (انگلیسی: Concentric castle) یا به تعبیر دیگر قلعه متحدالمرکز عنوان قلعه‌هایی است که به صورت دو یا چند پرده دیوار حایل مستحکم دفاعی از مرکز ایجاد می‌گردد به گونه‌ای که دیوار داخلی بلندتر از دیوار بیرونی است و بدین وسیله به راحتی می‌توان از قلعه در قبال تهاجمات دفاع نمود. گفتن لفظ هم‌مرکز یا متحدالمرکز به این قلعه‌ها دلیل بر این نیست که همگی این قلعه‌ها به شکل دایره بوده‌اند به همین دلیل انتساب این اسم به این قلعه‌ها گاهی گمراه‌کننده است.
شیوه ساخت قلعه‌های هم‌مرکز به گونه‌ای بود که حالت تو در تو به خود می‌گرفت در نتیجه باعث ایجاد یک بخش درونی و بیرونی می‌گردید که معمولاً به صورت مستقل و آزاد از بخش اصلی و مرکزی ایجاد می‌گردیدند. ورود و خروج به اینگونه قلعه‌ها در بیرونی‌ترین دیوار قلعه و به وسیله یک تخته‌پل فراهم می‌گردید. قلعه‌های هم‌مرکز جزو قلعه‌های دست‌نیافتنی به حساب می‌آمدند به گونه‌ای که تسخیر آن‌ها برای مهاجمین همراه با تلفات سنگین بود. یکی از مشهورترین قلعه‌های هم‌مرکز، دژ شهسواران مربوط به دوران جنگ‌های صلیبی در سوریه می‌باشد.

## نگارخانه

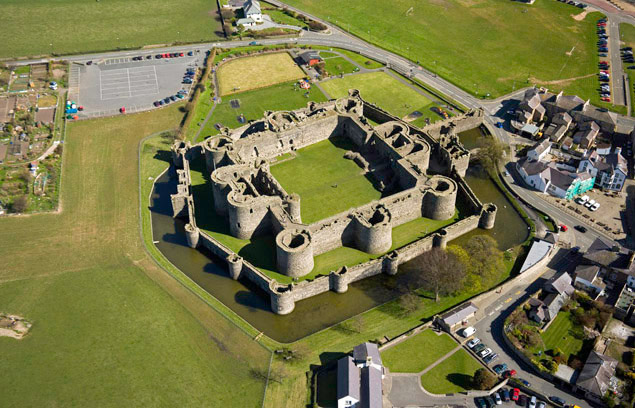
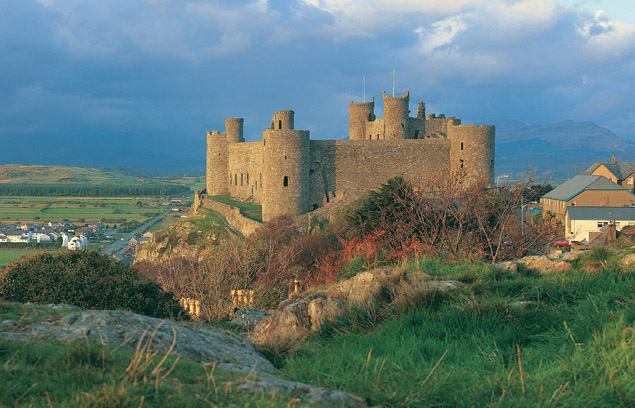
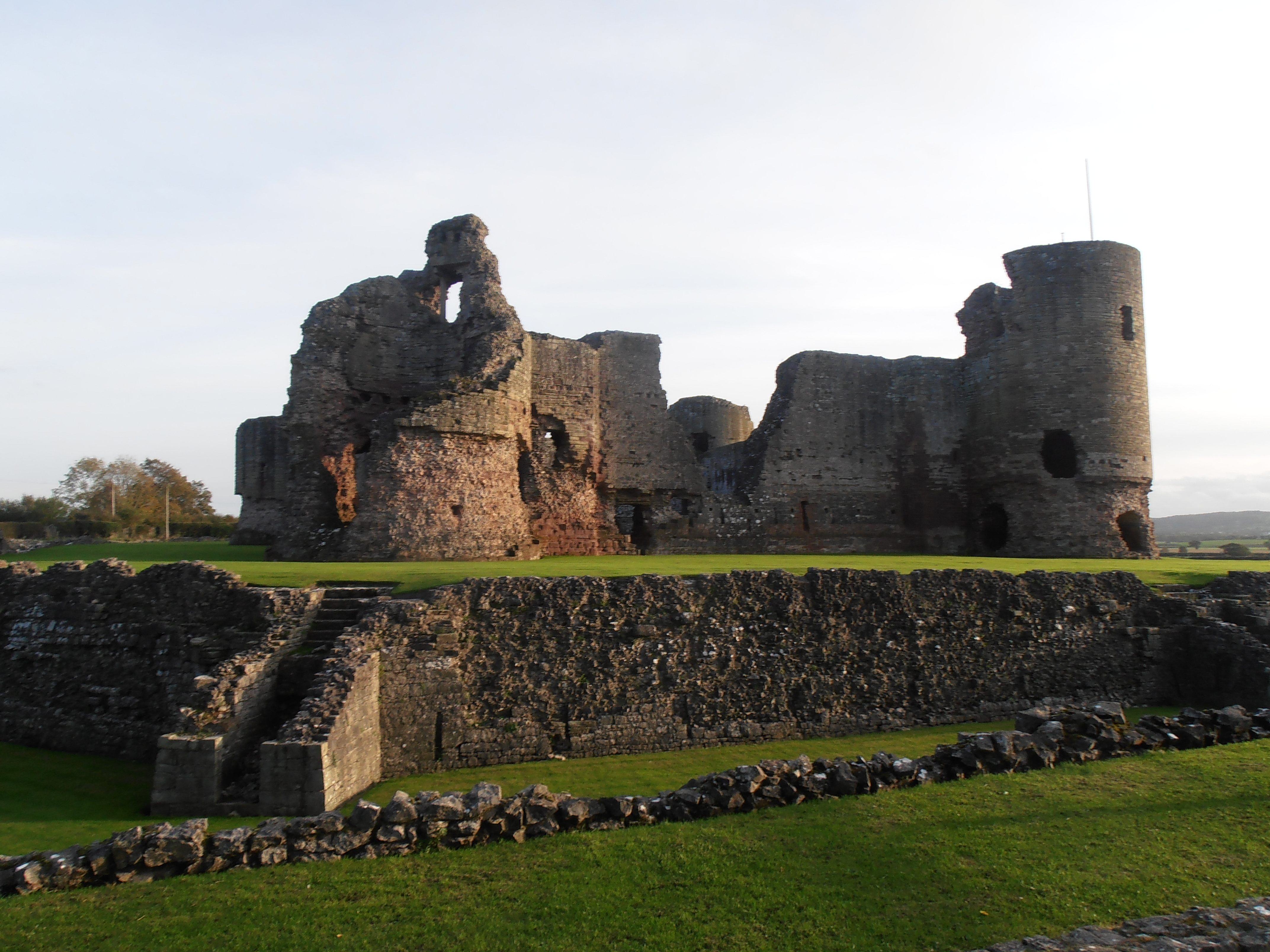
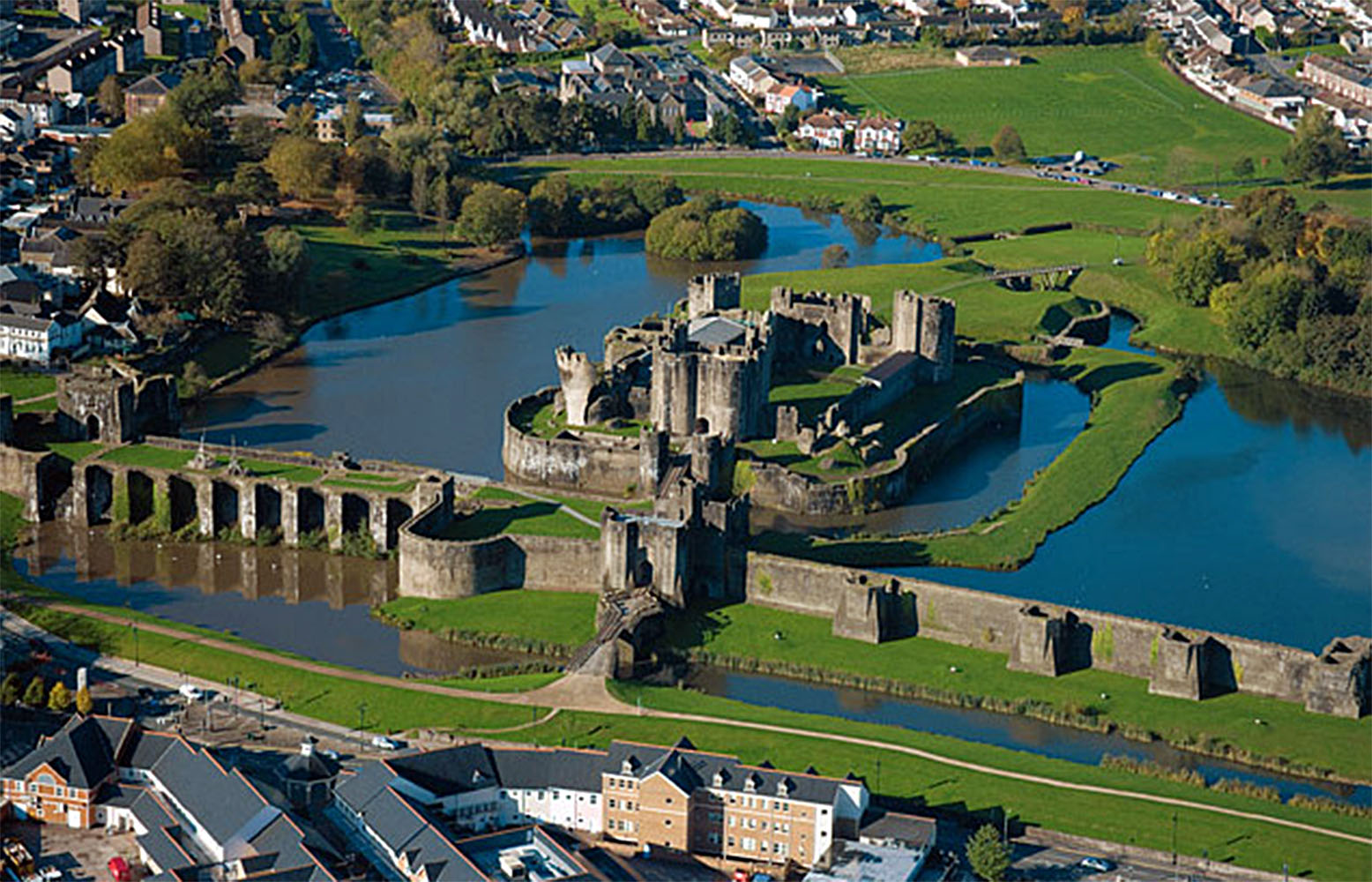
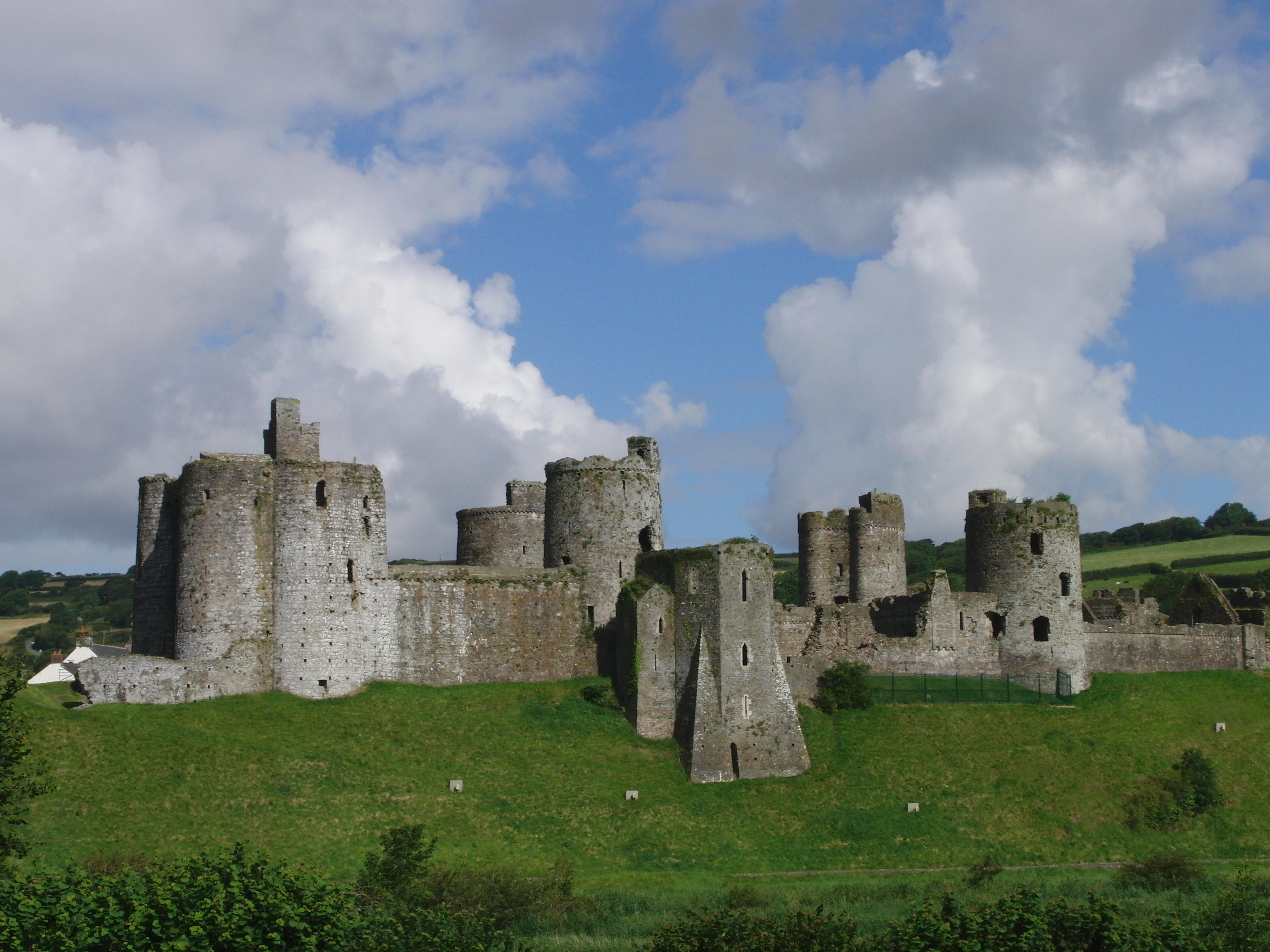
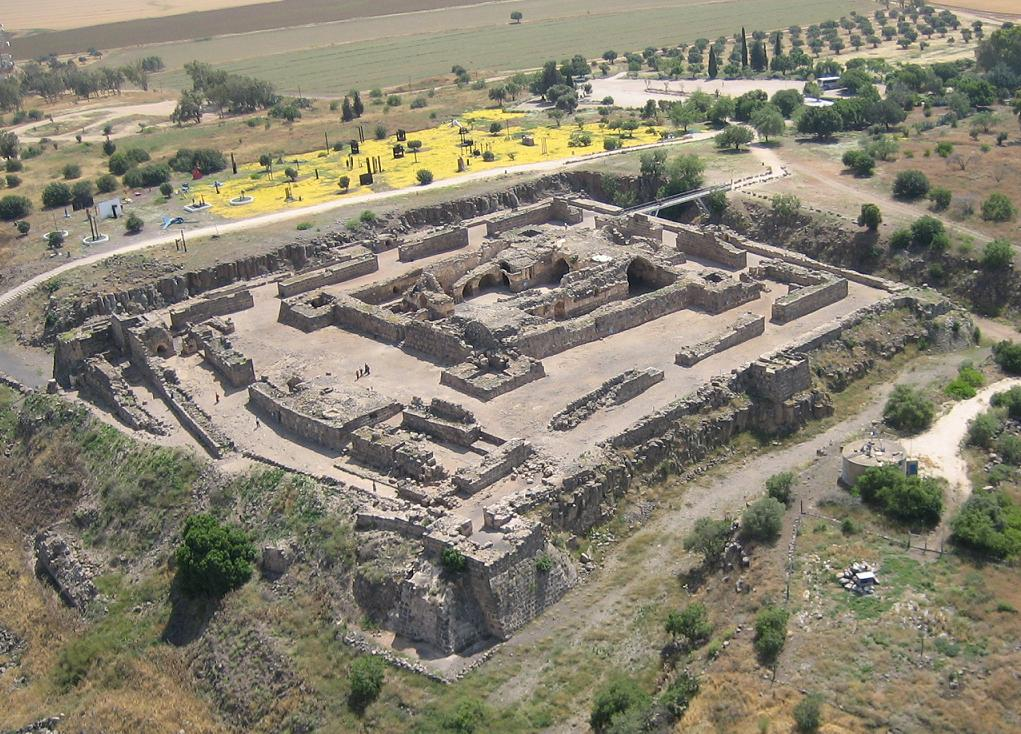
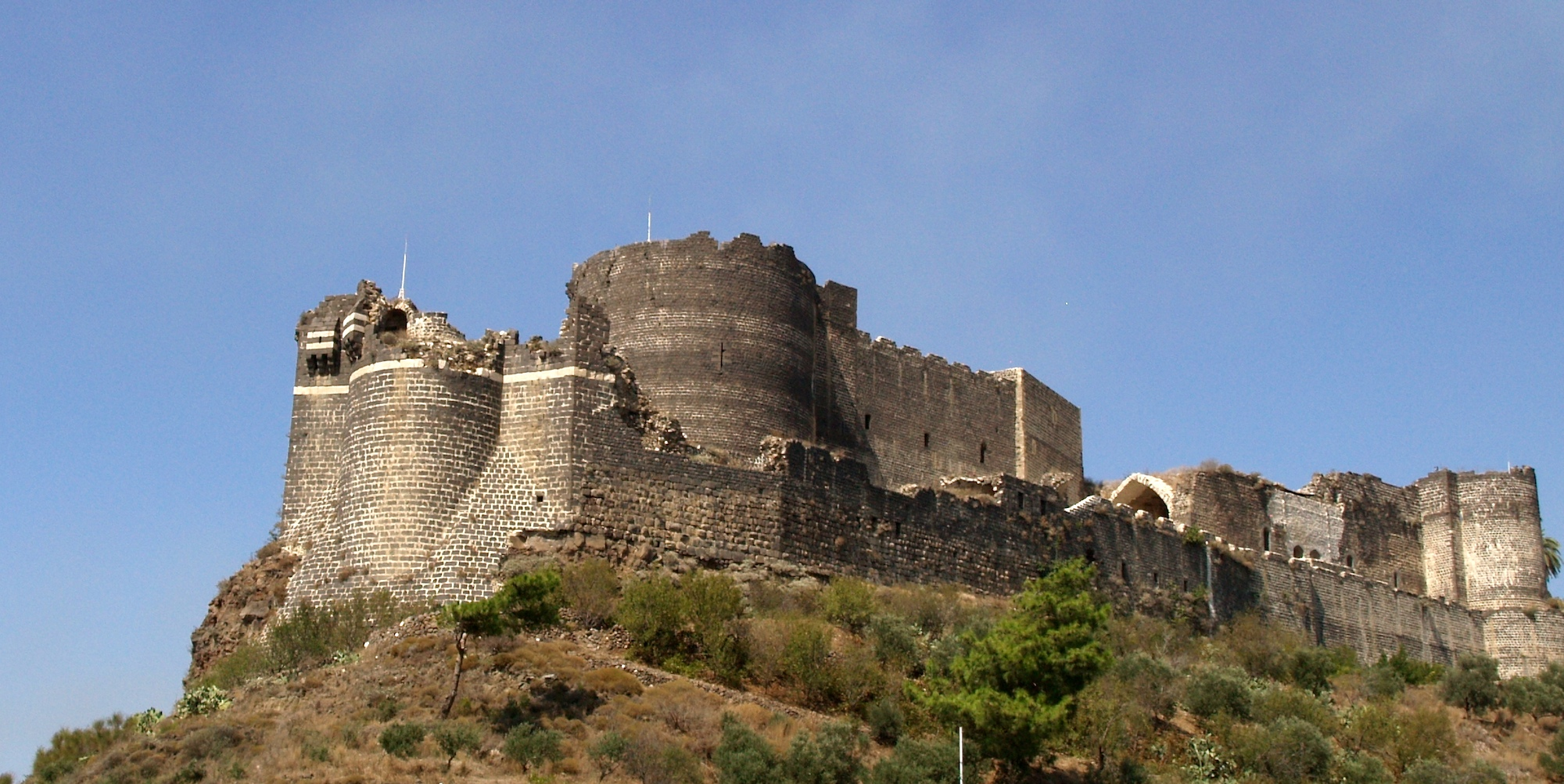